# Фрунзе (Таджикистан)
Фрунзе (тадж. Фрунзе; прежде — Сталин) — село в районе Джалолиддин Балхи Хатлонской области Республики Таджикистан. Административный центр джамоата (сельской общины) им. Навои района Джалолиддин Балхи.
Находится на расстоянии 9 км от райцентра (пгт. Балх).
Население — 4265 чел. (2017).